# Infuzare

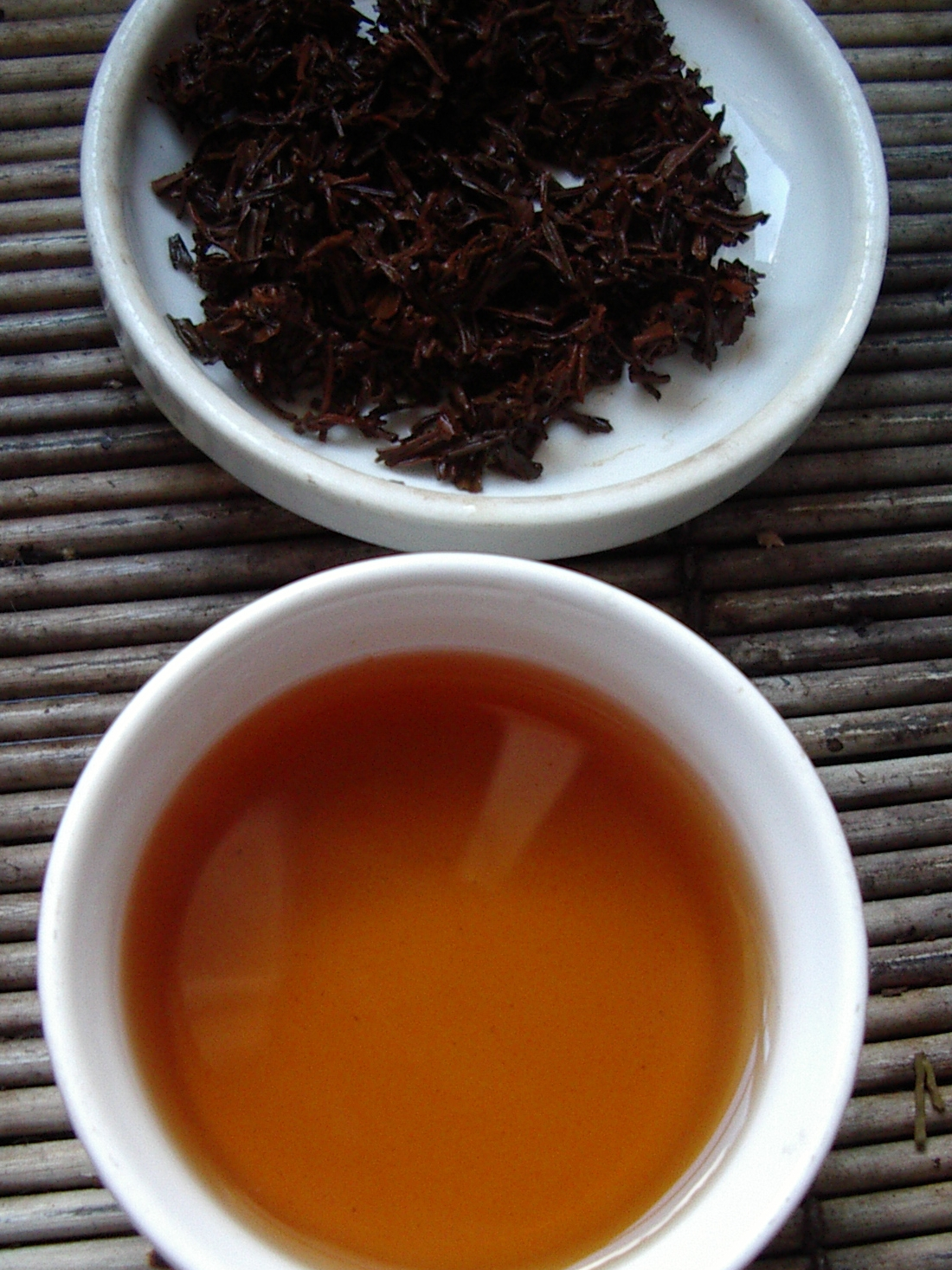
Obținerea unui ceai prin infuzarea frunzelor de Keemun

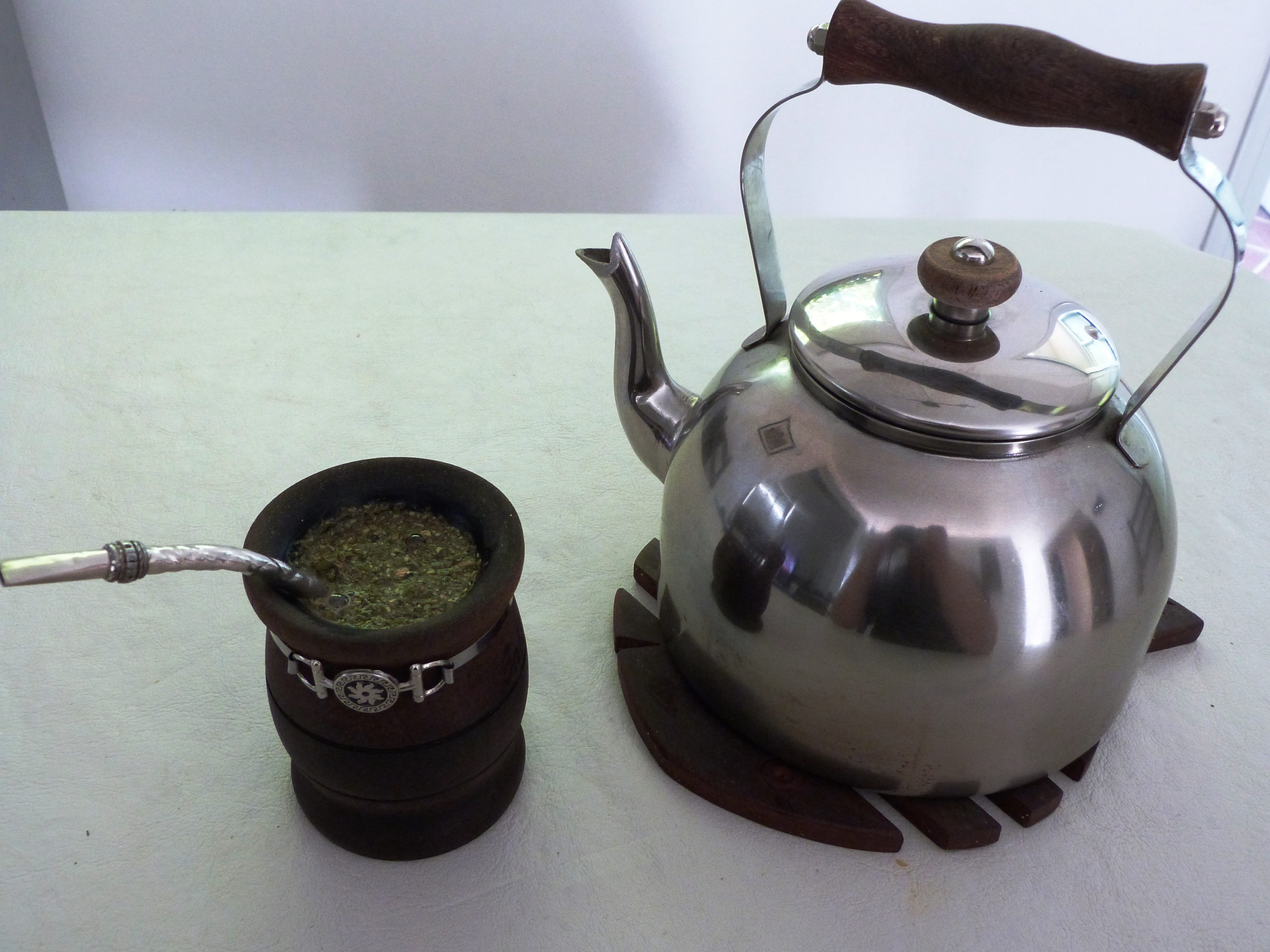
Mate

Infuzarea este procesul prin care se obține o soluție extractivă apoasă numită infuzie. Infuziile se obțin la cald, prin opărirea materialului vegetal. Procesul este folosit pentru acele produse vegetale care conțin țesuturi friabile, cu pereți celulari subțiri (flori, frunze, fructe, părți aeriene), de aceea materialul se lasă în contact cu apa clocotită pentru o perioadă mai scurtă (15-20 minute, în general), spre deosebire de decocturi, la care se continuă fierberea.